# Nonuyes
Els nonuyes o nunuyes són una ètnia indígena pertanyent a la família lingüística bora-witoto, localitzats en una àrea de 59.840 hectàrees a Puerto Santander al departament d'Amazones, Colòmbia.

## Història
A partir dels segles XVII i XVIII, missioners franciscàs i comerciants d'esclaus es van establir en el territori nonuya. Durant l'auge de la cauchería, al voltant de mil indígenes d'aquesta ètnia van ser expulsats del seu territori i molts exterminats. Alguns ancians i nens van tornar a l'Amazones i van formar les seves famílies al costat dels andoque i els muinane. A partir d'aquest nucli es va conformar la comunitat dels nonuya.
En l'actualitat, les persones descendents d'aquestes persones Nonuya, habiten en el Resguard Nonuya de Vila Blava (corregiment de Port Santander, Amazones) constituït cap als anys 90. És en aquest territori, on han estat avançant els processos de revitalització cultural i reactivació de la llengua, a més d'altres projectes, entre els quals es compta una escola Nonuya (Centre de Formació Integral Indígena Nonuya - CEFOIN), constituïda l'any de 1992 amb suport de la Fundació Tropenbos, amb el propòsit per a donar cabuda a les necessitats específiques de la cultura Nonuya a l'interior de l'escola.
El 1988 es va constituir el resguardo Nonuya de Villa Azul. Aquesta comunitat es va formar a partir de diverses famílies nonuya, muinane, makuna, witoto i yucuna, deixant el comandament al capdavant de l'ancià major dels muinane. Cap a principis dels noranta, es va iniciar un procés de separació de tots dos grups ètnics que es va consolidar amb la constitució de dues comunitats autònomes sota el mateix resguard: Penya Vermella, situada en les riberes del riu Caquetá i Villa Azul. Aquesta última, definida com a assentament nonuya, té en el muinane i en el castellà, els seus idiomes més comuns.

## Població
Actualment s'estima una població de 228 habitantsubicats a la capçalera del riu Cahuinarí. La paraula nonuya prové del witoto i significa “Gent d'achiote“, una planta colorant amazònica.
Tanmateix, d'acord amb la informació publicada per l'ONIC (Organización Nacional Indígena de Colombia) actualment no existeixen dades estadístiques que referencien el número de població d'aquest poble indígena, no el trobem referenciats en el cens del Dane, 2005, la qual cosa ens indica que acompanyat de la seva poques referències literàries, és un dels pobles dels quals no existeix informació concisa de la seva existència.

## Organització
La seva organització sociopolítica se sustenta en el capítol i el Consell d'Ancians, descendents dels nonuyas supervivents a l'explotació cauchera.

## Economia
La seva economia es basa en l'horticultura, la recol·lecció, caça i pesca. Entre els seus cultius tradicionals està la iuca, el nyam, l'ají, el blat de moro; i el plàtan entre d'altres.

## Idioma
La llengua nonuya (nyonuhu, nonuña, achiote) es va parlar en el departament peruà de Loreto i ara en el curs mitjà del Caquetá, en Colòmbia, Villa Azul i en el baix Putumayo. Actualment el nonuya és una de les cinc llengües de Colòmbia en perill d'extinció, pperquè els últims parlants de la llengua ja van morir, no obstant això es va aconseguir fer una documentació bàsica a partir de lèxic, oracions i cants, accessibles avui en arxius d'àudio i transcripcions per a les quals es va usar una ortografia pràctica.
La llengua nonuya pertany a la família lingüística witoto i està en perill d'extinció. A partir de l'anàlisi de les llengües d'aquesta família, amb un programa que permet calcular el grau de similitud entre una llengua i una altra, l'Automated Similarity Judgment Program (asjp), es pot concloure que el nonuya s'aproxima molt més l'ocaina, i totes dues llengües s'allunyen una mica del witoto i els seus quatre dialectes.